# Nordische Fußballmeisterschaft der Frauen 1974
Die Nordische Fußballmeisterschaft 1974 für Frauenfußballnationalteams fand zwischen dem 26. und 28. Juli in Finnland statt. Den Wettbewerb, welcher zum ersten Mal ausgetragen wurde, konnte Dänemark gewinnen.

## Modus
Die drei teilnehmenden Mannschaften spielten nach dem Modus „jeder gegen jeden“ den Turniersieger aus, wobei jedes Team jeweils einmal gegen jedes andere spielte. Die Mannschaft, die nach Abschluss aller Spiele die meisten Punkte beziehungsweise bei Punktgleichheit das bessere Torverhältnis aufwies, wurde Turniersieger.

## Spielergebnisse
| Pl. | Land     | Sp. | S | U | N | Tore    | Diff. | Punkte |
| --- | -------- | --- | - | - | - | ------- | ----- | ------ |
| 1.  | Dänemark | 2   | 2 | 0 | 0 | 006:000 | +6    | 04:0   |
| 2.  | Schweden | 2   | 1 | 0 | 1 | 001:100 | ±0    | 02:20  |
| 3.  | Finnland | 2   | 0 | 0 | 2 | 000:600 | −6    | 0:40   |

|                             |   |          |     |
| 26. Juli 1974 in Mariehamn  |   |          |     |
| Finnland                    | – | Schweden | 0:1 |
| 27. Juli 1974 in Markusböle |   |          |     |
| Dänemark                    | – | Schweden | 1:0 |
| 28. Juli 1974 in Mariehamn  |   |          |     |
| Dänemark                    | – | Finnland | 5:0 |

## Torschützenliste
| Platz | Spieler             | Tore |
| ----- | ------------------- | ---- |
| 1     | Annette Frederiksen | 03   |
| 2     | Susanne Niemann     | 02   |
| 3     | Ann Stengård        | 01   |
| 3     | Ann Jansson         | 01   |